# Harald Ingholt
Harald Ingholt (* 11. März 1896 in Kopenhagen; † 28. Oktober 1985 in Hamden, Connecticut) war ein dänischer Vorderasiatischer Archäologe.

## Leben
Ingholt studierte nach dem Besuch des Østre Borgerdyd Gymnasium in Kopenhagen seit 1914 an der Universität Kopenhagen, wo er 1922 den Titel eines cand. theol. erlangte und 1928 mit einer Arbeit zur Plastik von Palmyra zum Dr. phil. promoviert wurde.
1922 war er Stipendiat an der Princeton University, studierte 1923 in Paris und war 1924 bis 1925 Stipendiat an der American School of Oriental Research in Jerusalem. 1924, 1925 und 1928 nahm er an Ausgrabungen in Palmyra teil. 1925 bis 1930 war er an der Ny Carlsberg Glyptotek tätig, gleichzeitig von 1927 bis 1930 Sekretär des Ny Carlsbergfondet. 1931 bis 1938 war er Professor für Archäologie an der American University of Beirut und leitete deren archäologisches Museum. In dieser Zeit leitete er auch die dänischen Ausgrabungen in Hama. 1939 bis 1941 unterrichtete er Hebräisch und Altes Testament an der Universität Aarhus. 1942 wurde er an der Yale University Lecturer in Classics, 1944 Lecturer in Classics and Biblical Exegesis, von 1946 bis 1960 war er Associate Professor of Classics and Biblical Exegesis, von 1960 bis zu seiner Emeritierung 1964 Professor of Archaeology.
Seine Hauptforschungsgebiete waren die Kunst von Palmyra, der Parther und von Gandhara.

## Schriften
- Studier over palmyrensk skulptur, Kopenhagen, C. A. Reitzels Forlag 1928
- Rapport préliminaire sur la première campagne des fouilles de Hama, Kopenhagen, Levin & Munksgaard 1934
- Rapport préliminaire sur sept campagnes de fouilles à Hama en Syrie (1932–1938), Kopenhagen, Munksgaard 1940
- Parthian sculptures from Hatra. Orient and Hellas in art and religion, New Haven (Conn.), Yale University Press 1954
- mit Henri Seyrig, Jean Starcky: Recueil des tessères de Palmyre, Paris, Impr. nationale 1955
- Gandhāran art in Pakistan, New York, Pantheon Books 1957